# Myxococcus llanfairpwllgwyngyllgogerychwyrndrobwllllantysiliogogogochensis
A Myxococcus llanfairpwllgwyngyllgogerychwyrndrobwllllantysiliogogogochensis talajban élő pálcika alakú Gram-negatív baktériumfaj. Más baktériumokkal táplálkozik.
A vegetatív sejtek végei kissé elvékonyodnak. A kolóniák halványbarnák és rajokban mozognak. Termőtestük narancssárga, nagyjából gömbölyű. Genomszekvencia-vázlata a Myxococcus génusz korábban ismert fajaitól jelentős eltérést mutatott.
A fajt az észak-walesi Anglesey szigetén lévő Llanfairpwllgwyngyllgogerychwyrndrobwllllantysiliogogogoch talajából gyűjtötték be, és a településről nevezték el, mely a leghosszabb nevű európai település. A fajról kiderült, hogy viszonylag könnyen adaptálódik a különböző pH-értékű, hőmérsékletű és sótartalmú környezetekhez.
A faj nevét tekintik a leghosszabbnak 73 betűjével.
A fajnevet kritizálták, mivel nem tett eleget a Nemzetközi Prokarióta-nevezéktani Kódex 6.1-es ajánlásának, mely szerint a hosszú és a nehezen ejthető nevek kerülendők. Mivel az International Journal of Systematic and Evolutionary Microbiology a nevezéktan-érvényesítésben fontos szerepet játszik, egyes kritikusok szerint a fajnév nem volt érvényesnek tekinthető a folyóiratban való közlés előtt. Miután 2021-ben egy listában szerepelt, érvényesnek nyilvánították a nevet.

## Jellemzői
A Myxococcus llanfairpwllgwyngyllgogerychwyrndrobwllllantysiliogogogochensis példányai pálcika alakúak, szélességük 0,4-0,6, hosszuk 4-7 μm. 30–35 °C-os, 5–9 közti pH-jú környezetben növekednek leginkább, és többek közt karbamid, eszkulin, zselatin hidrolízisére is képesek.

## Fordítás
Ez a szócikk részben vagy egészben  a   Myxococcus llanfairpwllgwyngyllgogerychwyrndrobwllllantysiliogogogochensis című angol Wikipédia-szócikk ezen változatának fordításán alapul.  Az eredeti cikk szerkesztőit annak laptörténete sorolja fel. Ez a jelzés csupán a megfogalmazás eredetét és a szerzői jogokat jelzi, nem szolgál a cikkben szereplő információk forrásmegjelöléseként.